# アルベール・コーエン
アルベール・コーエン（Albert Cohen、1895年8月16日 - 1981年10月17日）は、ギリシャに生まれ（国籍はオスマン帝国、後にスイスに帰化）、フランス語で執筆したユダヤ系の小説家、詩人、劇作家および政治活動家。1968年発表の『選ばれた女』でアカデミー・フランセーズ小説大賞を受賞。また、シオニズム運動の指導者ハイム・ヴァイツマンの要請によって『新フランス評論』が創刊した文芸誌『ユダヤ評論』の編集委員、国際連盟におけるシオニズム運動の代表、（国際労働機関内）国際労働事務局職員（難民問題担当）、国際連合特別機関代表を歴任した。

## 背景 - ギリシャ
アルベール・コーエンは1895年8月16日、アブラハム・アルベール・コーエンとしてギリシャのコルフ島に生まれた。父はロマニオット（セファルディムが定住する前の、ヘレニズム時代から2000年以上にわたってギリシャに住んでいたユダヤ人）で石鹸職人、父方の祖父はコルフ島のユダヤ社会の指導者（ラビ）であった。母はイタリア系ユダヤ人で、母方の祖父は王家の公証人であった。

## フランス亡命
コーエンが生まれる4年前の1891年4月、コルフ島のユダヤ人居住区で8歳の少女ルビーナ・サルダの惨殺死体が発見された。過越祭の直前のことであったため、少女は養子に出されたキリスト教徒の娘であり、その生き血をユダヤ教の儀式に使うために殺したのだという噂が流れ（血の中傷）、かねてからくすぶっていた反ユダヤ感情が爆発した。暴動が頻発し、欧州全土に広がる勢いであった。この影響でユダヤ人は亡命を余儀なくされ、数年の間にユダヤ人の約3分の1がコルフ島を離れることになった。コーエン一家も1900年にマルセイユ（フランス）に移住した。コーエンが5歳のときであった。その後、彼がコルフ島に戻ったのは一度だけ、13歳のときにバル・ミツワー（ユダヤ教徒の成人の儀式）を受けるためであった。それでもまだ戦前には2,000人以上のユダヤ人が住んでいたが、「戦後、強制収容所から生還したのはわずか180人」で、現在、コルフ島には「もうコーエン（ユダヤ系に多い姓）を名乗る者はいない。ユダヤ人は60人ほどしかいない」という。
81歳のときに著した自伝小説『ああ、あなた方、同胞である人間よ』（1972年出版）で、10歳の誕生日の出来事を初めて詳細に語った（最初は「私が10歳になった日」と題して、レイモン・アロンが編集長を務める月刊誌『自由フランス』に発表された）。ある露天商に反ユダヤ主義的な言葉を浴びせかけられ、他の大勢の客からも嘲笑され、追い払われた事件である。10歳の子どもが大人の言葉の暴力やいわれのない憎しみに直面し、理解に苦しみ、狂気の縁に追いやられながらそれを表現することもできないまま苦しみ続ける様子を描いたこの作品は、シャルリー・エブド襲撃事件で同僚を失った風刺画家リュズが同名の著書（2016年出版）で画によりこれを表現したことで再び注目を浴び、ユダヤ芸術歴史博物館などで特別展・回顧展が開催された。
初等教育はカトリック系の学校に通い、1904年にティエール中等教育学校に入学。学友のマルセル・パニョルとは以後、それぞれ異なる境遇にありながらも生涯にわたって友情を育むことになった。1913年、バカロレアを「良」で取得した。

## スイス帰化
翌年1914年、ジュネーヴに移住。1917年に法学士を取得し、さらに文学部に進んだ。1919年にスイスに帰化し、牧師の娘エリザベット・ブロシェと結婚。1921年に一人娘のミリアムが生まれた。エリザベットはリンパ系の悪性腫瘍により1924年3月23日に死去。その後出会った女性で小説『ソラル』（1930年出版）を書くきっかけとなったイヴォンヌ・イメールも1929年6月23日に心停止で急死した。コーエンの作品は死を扱ったものが多いが、このテーマはしばしばこうした度重なる不幸との関連で論じられている。
1919年に遠縁の者から誘いがあってアレクサンドリア（エジプト）で弁護士の仕事を始めたが失敗に終わり、ジュネーヴに戻った後、プロテスタントの家庭に育った妻エリザベットにユダヤ教の話をしたことをきっかけに詩を書き始め、1921年に詩集『ユダヤの言葉』を発表した。「投影 ― ジュネーヴの午後」と題する評論を文芸誌『新フランス評論』に送ったところ、編集長ジャック・リヴィエールに高く評価された。リヴィエールはジュネーヴまで出向いてコーエンに会い、今後彼の小説5作を出版するための契約を締結したいと申し出た。また、この後、コーエンのシオニズム運動を支援したのもリヴィエールである。この一環として、シオニスト運動の指導者ハイム・ヴァイツマン（後に初代イスラエル大統領）の要請によって『新フランス評論』が1925年に創設（ガリマール社が出版）した文芸誌『ユダヤ評論』の編集委員を務めた。ジークムント・フロイト、アルベルト・アインシュタインも編集委員であった。これと並行して、国際連盟のシオニズム運動代表を務め、次いで（国際労働機関内）国際労働事務局職員として難民・無国籍者の自由な移動のための査証の導入に尽力した。
国際連盟は1944年、国際労働事務局は1951年に辞することになるが、一方で、執筆活動を精力的に続け、1930年発表の最初の小説『ソラル』で名声を博した。この作品は、『釘食い男』（1938年出版）、『選ばれた女』（1968年出版）、『益荒男ども』（1969年出版）と併せてコーエンの4部作とされる。1930年には戯曲『エゼキエル』も発表され、1933年にコメディ・フランセーズで上演された。この頃、旧オスマン帝国出身のセファルディムによって1916年に結成された「ジュネーヴ・セファルディム友愛団体」に加入した。
マリアンヌ・ゴスと結婚し、最初の妻との間に生まれた娘ミリアムと3人で暮らし始めた。マリアンヌ・ゴスも最初の妻と同様にプロテスタントであった（まもなく離婚した）。

## ロンドン亡命
一家はコーエンの執筆活動のためにジュネーヴからパリに移住したが、1940年にナチス・ドイツ軍がフランスに侵攻すると（ナチス・ドイツのフランス侵攻）、ボルドーへ、次いでロンドンへ逃亡した。ロンドンで「自由フランス」を結成したシャルル・ド・ゴールに出会い、ハイム・ヴァイツマンの代理として、イスラエル支援ユダヤ機構の政治局顧問を務めた。シオニズム運動の一環として1929年に設立されたイスラエル支援ユダヤ機構は、シオニズム運動を資金的に支え、イスラエル国家の建設を支援し、イスラエルと世界各国のユダヤ人社会の関係を強化することを目的とし、当時は事実上のイスラエル暫定政府として機能していたが、コーエンは特に各国の亡命政府とナチスから逃れてきたユダヤ人との協力関係の樹立において重要な役割を果たした。また、1944年からフランス、英国、米国の難民支援政府間委員会の法務顧問としても活躍した。この頃、娘ミリアムを介して知り合ったユダヤ系英国人女性ベラ・ベルコヴィッチと結婚し、戦後、一家でジュネーヴに戻った。戦後、1947年から57年までは国際連合の特別機関の代表を務めた。
1948年にイスラエル大使（特命全権大使）に推薦されたが、友人でベルギー首相・欧州連合の父のポール＝アンリ・スパークに「立派な大使になれる人間は何人もいるだろうが、アルベール・コーエンは一人しかいない」として、この申し出を断るように説得された。

## 執筆活動 - ジュネーヴ

### 『わが母の書』
こうした政治活動により小説の執筆は遅れがちであったが、1943年に母がマルセイユで心停止により死去した後、翌年にかけてレイモン・アロン主宰の『自由フランス』に発表した「死の歌」と題する4篇の作品をまとめた『わが母の書』を1954年に出版している。「母の愛に応えることができなかった不甲斐なさを詫びるために書いた」という本書は自伝小説だが、同時にまた、ユダヤ社会における母性の二面性や母・息子関係を追究した作品でもある。

### 『選ばれた女』
再び執筆活動に専念できるようになったものの、原著1,000ページ以上に及ぶ次作『選ばれた女』が発表されたのは1968年のことであった。ケファリニア島（ギリシャ）生まれのユダヤ人で国際連盟事務次長のソラルと貴族ドーブル家の血筋を引く美貌のアリアーヌの恋愛を描いたこの大河小説を、小説家のジョゼフ・ケッセルは「文句なしの傑作」と絶賛し、フランソワ・ヌリシエは「各文化で各世紀に生まれる10作ほどの作品の1つ」であり、『失われた時を求めて』に匹敵する作品であると評した。また、ソラルはモリエールのドン・ジュアン、スタンダールの小説『赤と黒』のジュリアン・ソレルおよび『パルムの僧院』のファブリス・デル・ドンゴの系譜に連なる人物であり、この作品は、当時の主流であったヌーヴォー・ロマン（アンチ・ロマン）が、簡潔で客観的な描写に徹したのに対して、逆に「ロマネスク」で「バロック」で、いかなる流派にも属さない、独立した地位を確立していると評価された。『選ばれた女』は1968年のアカデミー・フランセーズ小説大賞を受賞した。ダヴィド・フェンキノス、ジョエル・ディケールなど多くの若手作家がこの作品の影響を受けている。

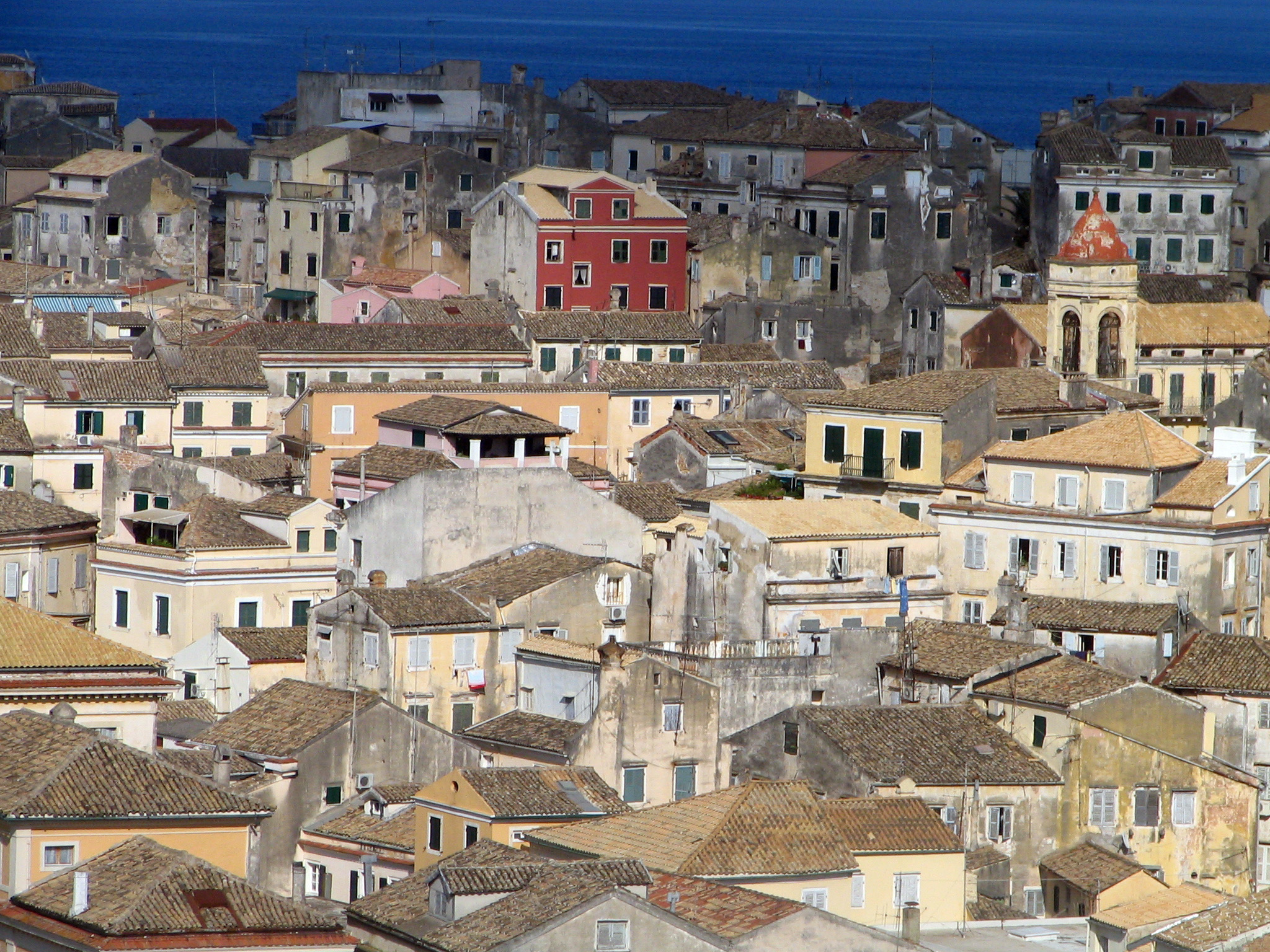
コーエンの故郷コルフ島の旧市街

本作品はまた、たびたび戯曲化され、コーエンが生前、乗り気でなかったにもかかわらず、2013年にグレニオ・ボルデール監督により映画化されたが（ジョナサン・リース＝マイヤーズ、ナタリア・ヴォディアノヴァ主演）不評であり、コーエンの家族の代理人が（原作に忠実な映画作品ではなく）「自由な解釈による作品」であることが「せめてもの救いである」と批判した。

## 死去
1981年10月17日、ジュネーヴで死去、享年86歳。ヴェイリエのユダヤ人墓地に埋葬された。コーエンは同年、ヌーヴェル・オブセルヴァトゥールに最後の記事を発表し、また、個人的な書類はすべて破壊したという。コルフ島のコーエンの家はドイツ軍に破壊され、壁だけが残った。アルベール・コーエン記念財団友の会が、ここに銘板を設置した。

## 邦訳作品
- 『選ばれた女』（全2巻）紋田廣子訳、国書刊行会〈文学の冒険〉、2006年。
- 『ソラル』紋田廣子訳、国書刊行会、2013年。
- 『釘食い男』紋田廣子訳、国書刊行会、2010年、再版2013年。
- 『おお、あなた方人間、兄弟たちよ』紋田廣子訳、国書刊行会、2020年。

## 著書
- Paroles juives (ユダヤの言葉), Kundig, 1921 - 詩集。
- Solal, Gallimard, 1930.
  - 『ソラル』紋田廣子訳、国書刊行会、2013年。
- Ézéchiel (エゼキエル), Gallimard, 1930, (新版) 1956 - 戯曲。
- Mangeclous, Gallimard, 1938.
  - 『釘食い男』紋田廣子訳、国書刊行会、2010年、再版2013年。
- Le Livre de ma mère (わが母の書), Gallimard, 1954 - 自伝小説。
- Belle du Seigneur, Gallimard, 1968 - アカデミー・フランセーズ小説大賞。
  - 『選ばれた女』（全2巻）紋田廣子訳、国書刊行会〈文学の冒険〉、2006年。
- Les Valeureux (益荒男ども), Gallimard, 1969
- Ô vous, frères humains (ああ、あなた方、同胞である人間よ), Gallimard, 1972 - 自伝小説。
- Carnets 1978 (手帳1978年), Gallimard, 1979 - 自伝小説。

## 参考資料
- Jean Jacques Le Gall, Sur les pas d'Albert Cohen à Corfou, l'île mosaïque - Télérama.
- Pascale Frey, Albert le taciturne - L’Express.
- « Ô vous, frères humains » - Luz dessine Albert Cohen (du 6 décembre 2016 au 28 mai 2017) - Musée d'Art et d'Histoire du judaïsme (ユダヤ芸術歴史博物館).
- Albert COHEN (1895-1981) - La Mémoire de Veyrier.
- Guy Duplat, "Belle du Seigneur" - La Libre Belgique.
- Ariane Singer, Albert Cohen et la sainte sentinelle - L'Arche.